# Бятки
Бятки́ (рос. Бятки, башк. Бәтке) — присілок у складі Туймазинського району Башкортостану, Росія. Входить до складу Какрибашевської сільської ради.
Населення — 146 осіб (2010; 122 у 2002).
Національний склад:
- татари — 70 %
- башкири — 26 %